# Kägleholm
Kägleholm, tidigare Käggleholm, är en ö i Sverige. Den ligger i sjön Väringen och i Örebro kommun, liksom i Ödeby socken. Ön är framför allt känd för Kägleholms slott, vilket förvaltas av Statens fastighetsverk sedan 2015.
Under århundraden har frälsebönder varit ägare till Kägleholm. Ödeby kyrka är belägen på ön.  
Ön och tillhörande fastigheter såldes 2019 till en tysk industriman för 60 miljoner kronor.